# بخش کولونیا
بخش کولونیا (به لاتین: Colonia Department) یکی از بخش‌های اروگوئه است. بخش کولونیا ۱۲۳٬۲۰۳ نفر جمعیت دارد.